# زون‌آلارم
زون‌آلارم (انگلیسی: ZoneAlarm) شرکت نرم‌افزار اسرائیلی است، که در سال ۲۰۰۰ توسط چک پوینت تأسیس شد.